# 蒙特雷山國家公園

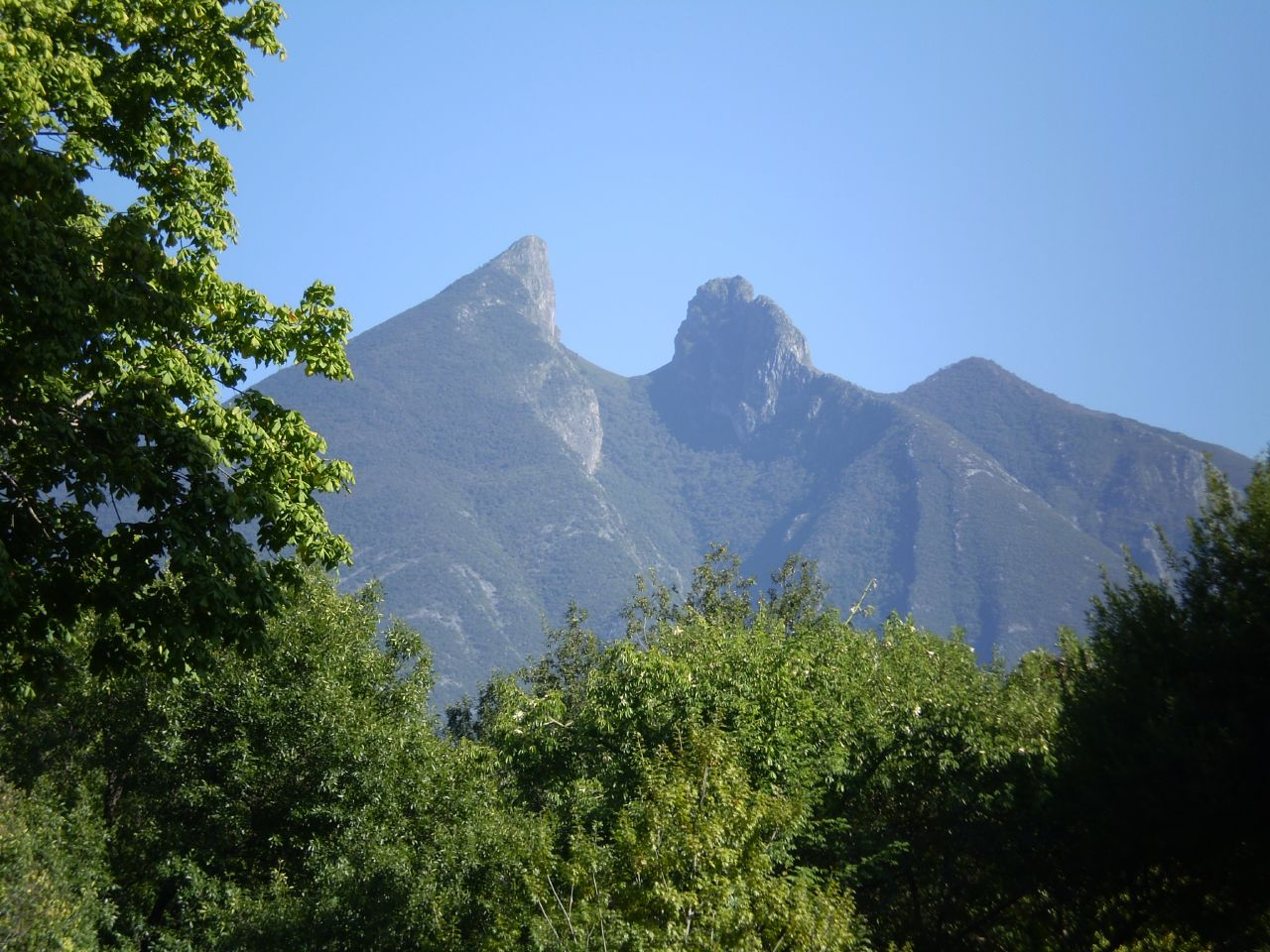

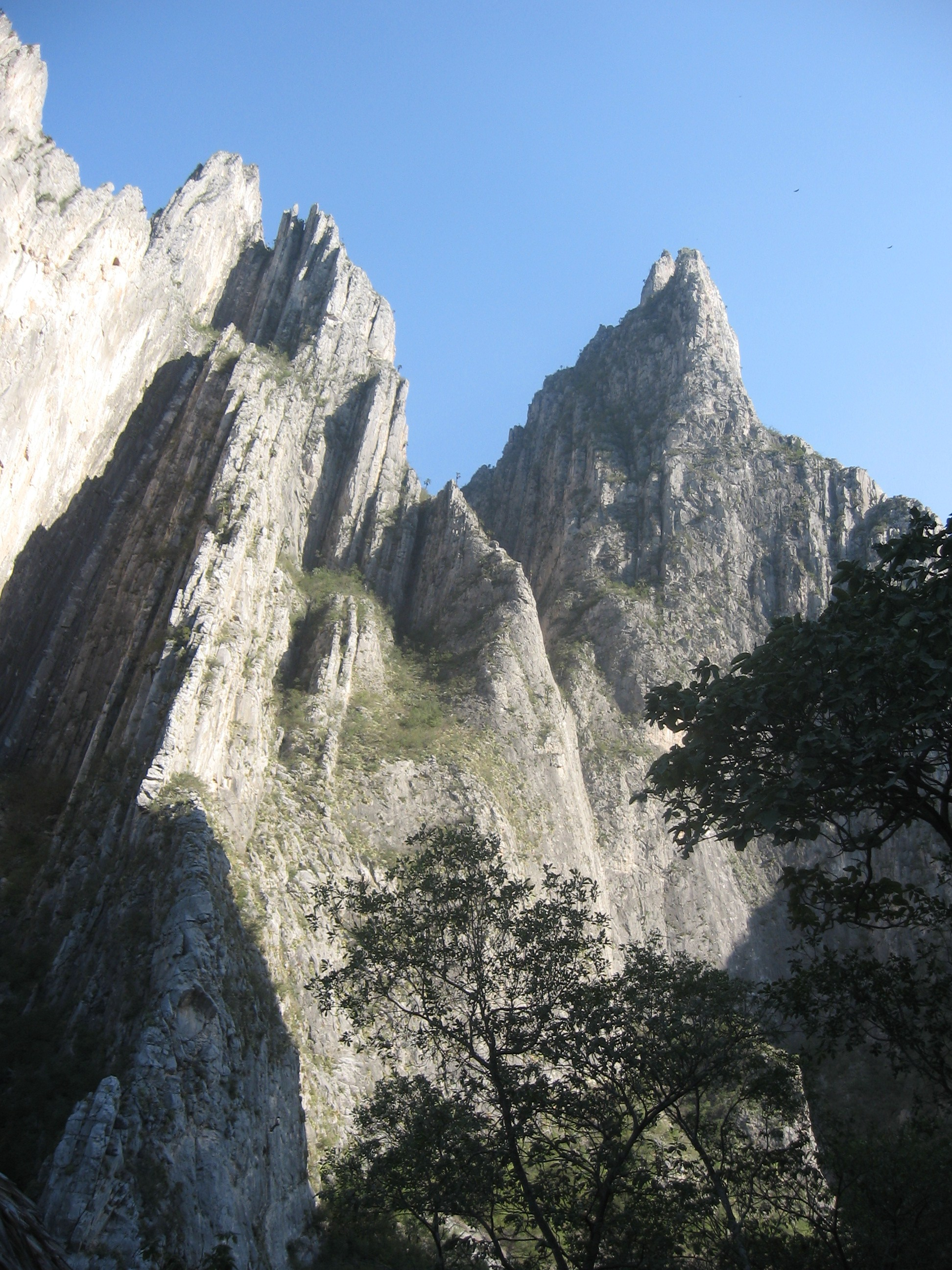

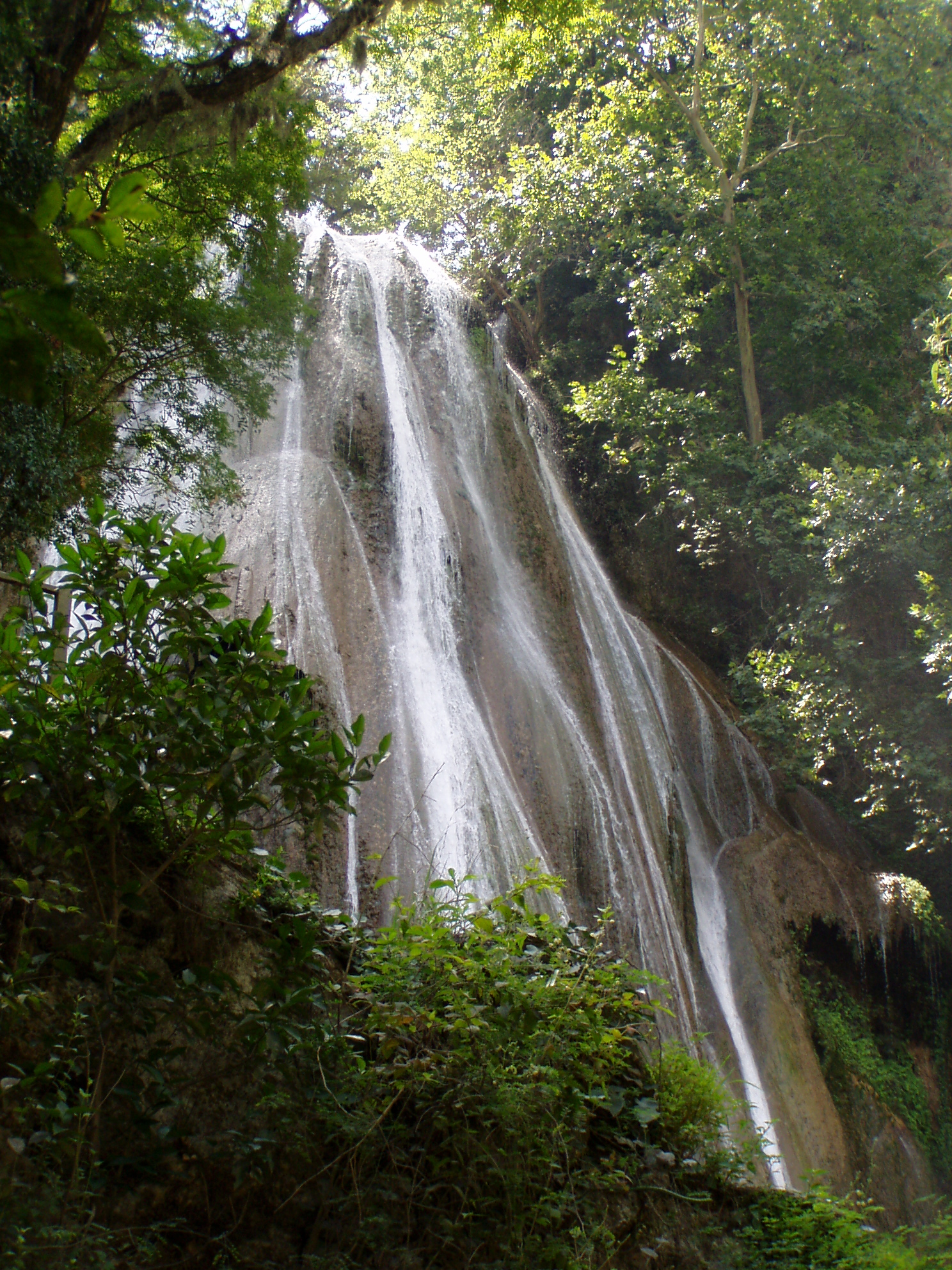

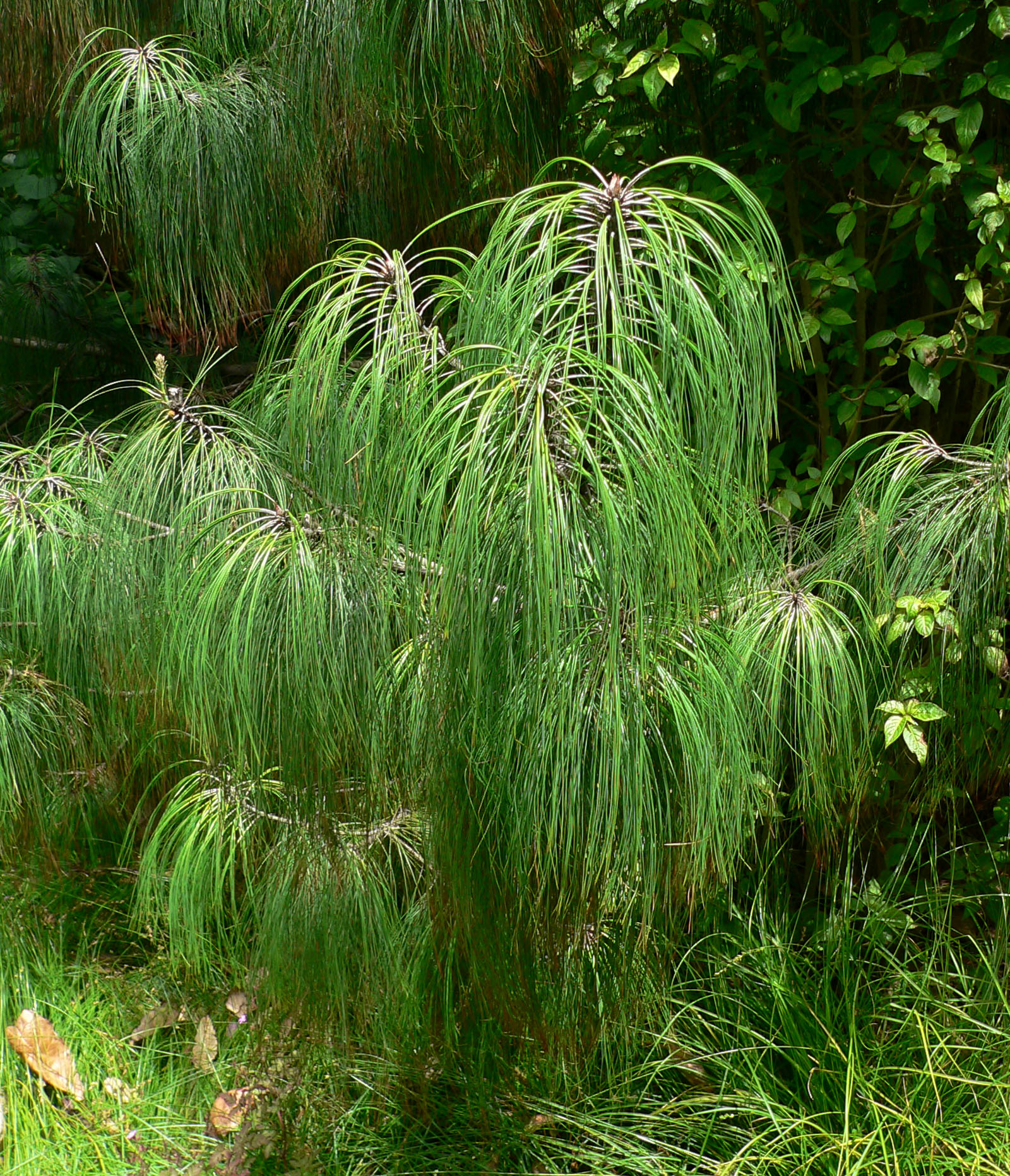

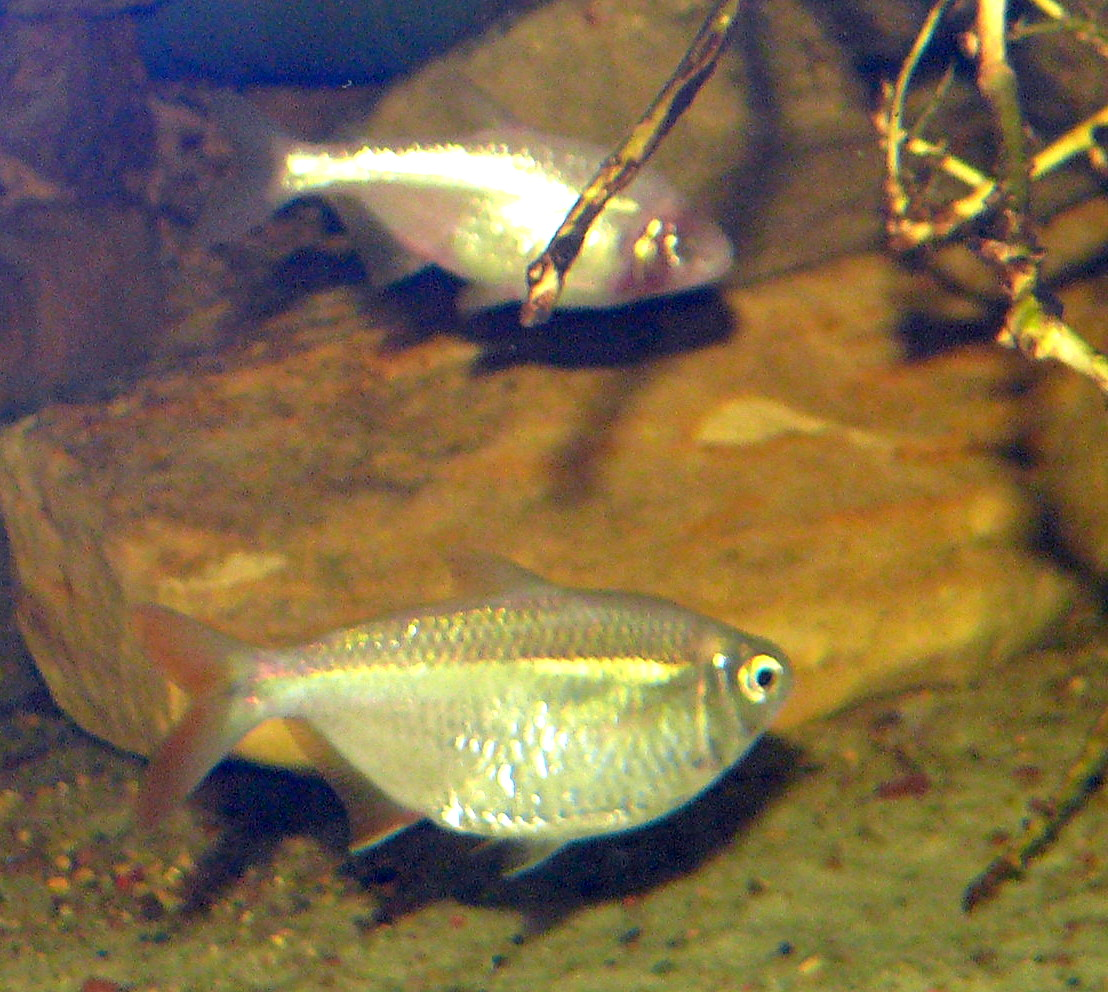

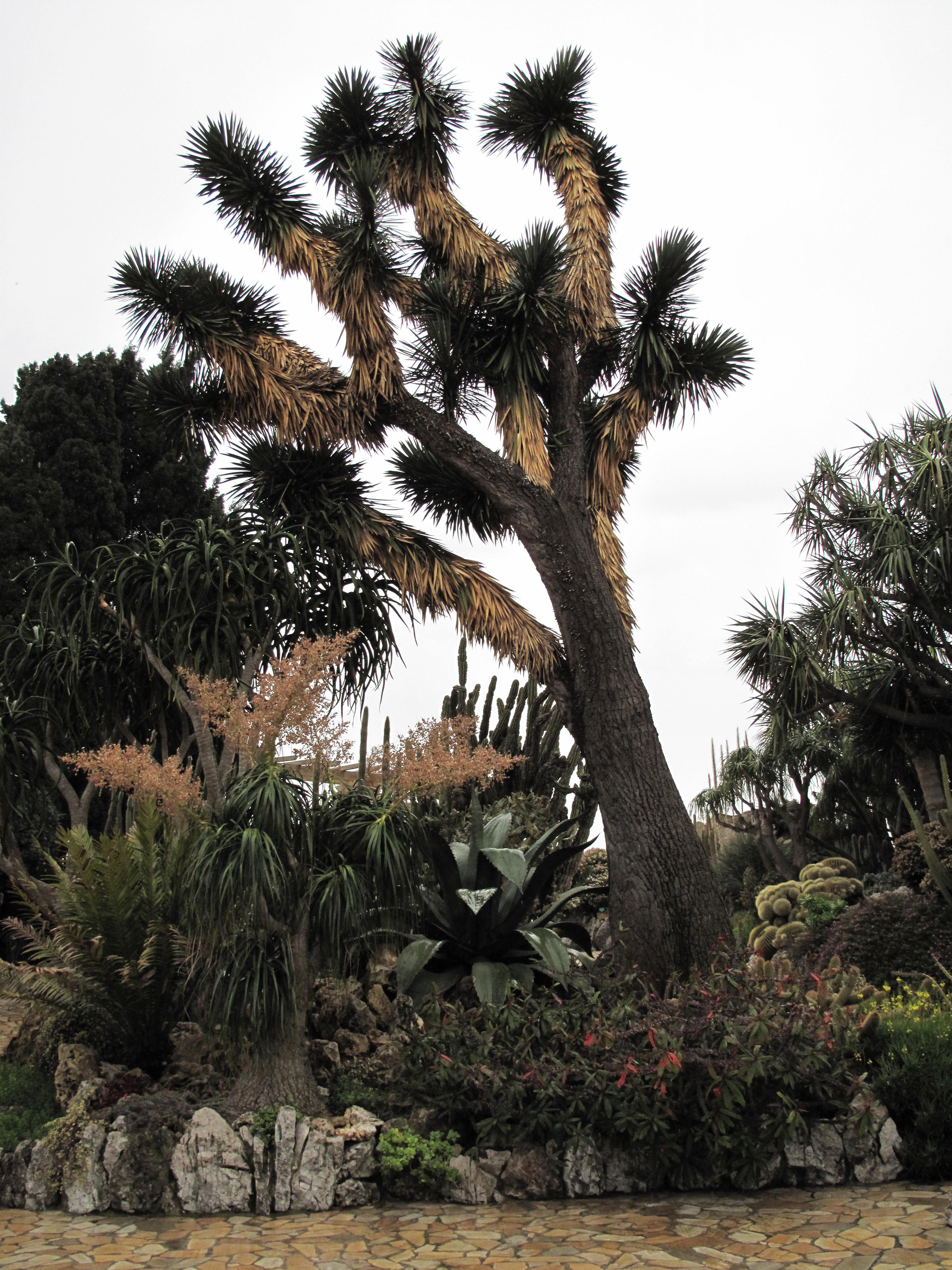

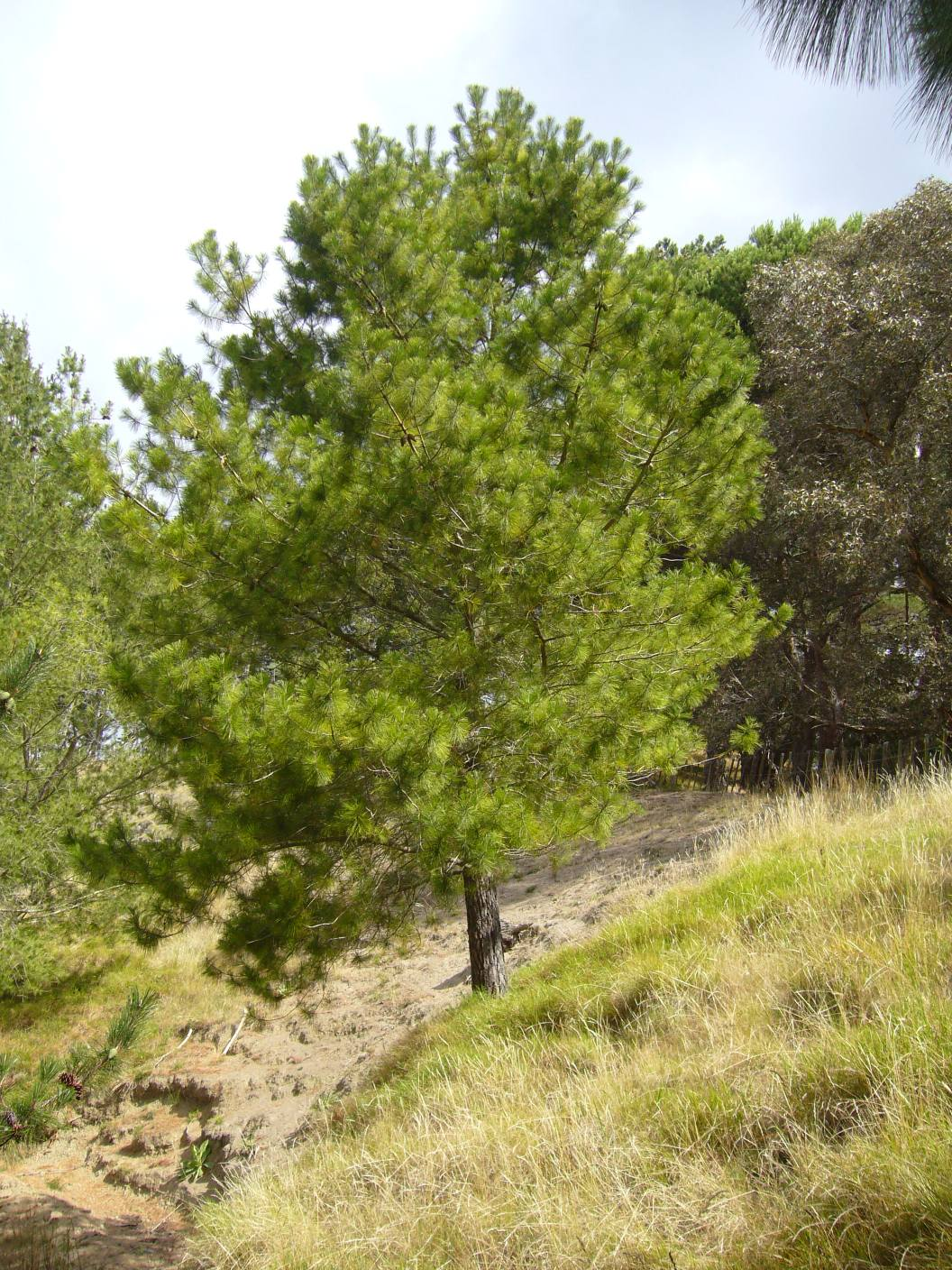

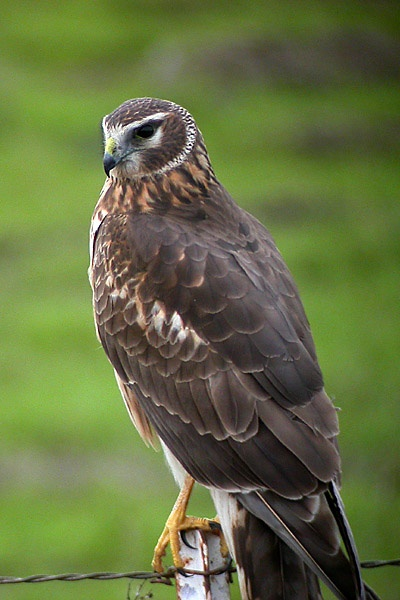

蒙特雷山國家公園是墨西哥的國家公園，位於東馬德雷山脈，始建於1939年11月24日，面積1,774平方公里，最高點海拔高度2,260米，該地區是22種哺乳類動物和120種鳥類的棲息地。